# Wartburg (automòbil)
Wartburg és una marca comercial de cotxes fabricats a l'Alemanya Oriental. El nom "Wartburg" prové del Castell de Wartburg que es troba a un turó sobre la ciutat d'Eisenach, a Turíngia, que era el municipi seu de l'empresa.